# التيار المدني الديمقراطي
التيار المدني الديمقراطي، (يُعرف أيضا باسم «تحالف القوى المدنية الديمقراطية»)  أو تحالف القوى المدنية هو تحالف لأحزاب سياسية مصرية من أجل خوض انتخابات البرلمان لعام 2015، لكنه انسحب منها. قام التحالف مع أحزاب أخرى مثل حزب الوفد الجديد بمحاولة تغيير قانون الانتخابات البرلمانية الذي يقصر عدد المقاعد المخصصة لقوائم الأحزاب إلى 120 مقعدا من إجمالي 567 مقعدا.
كان التحالف يهدف لتكوين «جبهة وطنية موحدة» مع أحزاب أخرى للاستعداد لانتخابات الرئاسة المصرية 2018.
تم استبدال هذا التحالف بـ«الحركة المدنية الديمقراطية» في عام 2017. ضم التحالف عددا من الأحزاب مثل حزب الدستور، حزب الكرامة، حزب التحالف الشعبي الاشتراكي، الحزب المصري الديمقراطي الاجتماعي، حزب العيش والحرية.

## الأحزاب المشاركة
- حزب الكرامة
- حزب الدستور
- حزب التحالف الشعبي الاشتراكي
- حزب مصر الحرية
- التيار الشعبي المصري[9]
- حزب العيش والحرية[7]
- الحزب الاشتراكي المصري[10]
- الحزب المصري الديمقراطي الاجتماعي